# Litsea domarensis
Litsea domarensis är en lagerväxtart som beskrevs av Oswald Schmidt. Litsea domarensis ingår i släktet Litsea och familjen lagerväxter. Inga underarter finns listade i Catalogue of Life.